# 甲斐智陽
甲斐 智陽（かい ともあき、本名：高橋茂、1951年8月28日 - ）は、日本の演出家、脚本家、音楽家、プロデューサーである。神奈川県相模原市出身。
シンガーソングライターとして活動し、1991年にCDをリリース。その後、ポリドール、ポニーキャニオン、ソニーミュージックなどでレーベルプロデューサーを務め、テレビの音楽番組ディレクターを経て、舞台・映像の演出家となる。2003年にタクトバースエンターテイナーズを設立し、代表取締役社長を務める。

## 経歴
1983年、株式会社タクトを設立。
1991年、音源製作、映像制作等を目的とした株式会社シップスエンタープライズ設立、自らアーティスト「甲斐智陽」としてCDリリースを重ねながら新人アーティストの育成に勤める。総合広告代理店として、コロナ工業株式会社や健勝苑グループ、他のテレビCM製作等を担当。ポリドール、ポニーキャニオン、ソニーミュージックのレーベルプロデューサーを歴任。
1993年、テレビ東京にて音楽番組「SOUL BAR」制作。MCとして多くのアーティストとコラボレーション。番組のエンディングテーマも担当する。
1994年、テレビ東京「LIVE快調」製作、MCとして多くのアーティストとコラボレーション。番組のエンディングテーマも担当する。
1995年、当時隆盛を迎えつつあったゲーム業界と、音楽イベントのコラボレーションを発案、史上初の武道館でのゲームと音楽のコラボイベントをプロデュース、大成功を納め、後の全国ドームツアーも成功させる。
1996年、第1回東京ゲームショウの立ち上げにかかわり、多くのゲームメーカーの参加を実現させる。
1997年、環境省（当時環境庁）のエコライフフェアーのテーマソング製作。
1999年、通産省の第1回「エコプロダクツ1999」のエンターテイメントプロデューサーとしてビッグサイトでのイベントを成功させる。テレビ東京にて音楽オーディション番組「LIVE ON TV」を製作、プロデュース。MCとエンディングテーマを担当。
2001年、自社音楽レーベル「マインドゲームミュージック」を設立、多くの新人アーティストを輩出。
2003年、未来のミュージシャン、アクター、アクトレスの育成と、映画製作を目的にバースエンターテイナーズを設立。

## 舞台「誓い〜奇跡のシンガー〜」について
甲斐智陽が演出・脚本を務め、2013年8月6日〜9日まで東京、8月16日〜18日まで大阪で公演予定であった舞台。脚本は、車椅子シンガー・濱田朝美の著書『日本一ヘタな歌手』が原案（原作表記の広報もあり）。主演は女優でタレントの土屋アンナをキャスティングし、2013年5月24日に制作発表会見を行った。舞台化決定を祝し、2013年7月16日には甲斐智陽、土屋アンナらによってプレミアムライブが開催され、濱田朝美も参加した。同舞台をめぐっては2013年7月29日、主催者側が主演女優の土屋アンナの稽古欠席を理由に公演中止を発表。しかし、土屋の所属事務所が「事実無根の内容」と反論し、「原案の作者の方から『本件舞台の台本を見ていないうえ、承諾もしていない』という連絡があり、製作サイドに対し、原案の作者の方の固有の権利に万全の配慮を尽くすよう対応をお願いしておりました」と主張。その数時間後、原案の著者である濱田朝美が「舞台化を許可した覚えはない」「土屋アンナさんは全くの無実」といった内容のブログを更新し、騒動は混迷を極めている。
その後、舞台製作側は2013年8月9日に都内で記者会見を開き、土屋が稽古に参加しなかったことで舞台が中止に追い込まれたとして、土屋と所属事務所を共同被告として損害賠償を求める訴訟を東京地裁に起こしたことを発表した（甲斐側弁護士：伊藤芳朗）。訴状内容には、騒動の原因は「土屋の怠慢」にあるとし、「稽古をサボタージュ」したことが公演中止につながったと記載している。請求額は約3026万円。請求の主な内訳は会場や広報費用及び人件費。主な人件費は甲斐智陽（高橋茂）の「演出料105万円」「脚本料105万円」「作詞作曲料105万円。これに加え「慰謝料200万円」の合計515万円。
提訴（2013年8月9日）・第1回口頭弁論（2013年10月7日）・第2回口頭弁論（2013年12月11日）・第3回口頭弁論（2014年3月3日）和解勧告・2014年4月21日〜10月31日までの間5度の非公開協議をするも、協議内容が甲斐によって外部に漏れていたため公開へ戻る・第4回口頭弁論（2014年12月15日）和解案提示。土屋側同意の意向、甲斐側拒否
2016年1月25日、東京地裁において「舞台は準備不足で、土屋が稽古に参加していたとしても公演の開催は不可能であり、土屋側に非は無い」として、甲斐の請求を棄却する判決が下された。原作者の承諾の件については、甲斐は「自伝は原案に過ぎず、承諾は必要なかった」と主張していたが、判決では「承諾は必要だった」と指摘された。また、甲斐がトラブル後に作詞・作曲して発表した楽曲「ANNA」について、「自らを中傷する歌を動画サイトで公開された」として土屋が甲斐を訴えた名誉棄損訴訟でも、甲斐が土屋に33万円を支払うよう判決で命じられた。判決を受けて甲斐は「何をもって準備不足と言っているのか。納得できず控訴する。」と語った。2017年2月22日、東京高等裁判所は一審判決を支持し、控訴を棄却。上告しなかったため土屋側の勝訴が確定した。

## 主な作品
- 映画『ガッツ伝説 愛しのピット・ブル』（2006年）ガッツ石松主演- 音楽監督[12]
- 舞台『将門』（2007年） - 演出[1]
- NPO日本移植支援協会  広報DVD『あなたの愛で助かる命があります』（2007年）‐制作
- Vシネマ『帰ってきたヨッパライ』（2007年）‐制作
- 舞台『うりずんの風』横浜レクチャーホール （2008年） - 脚本・演出[13]
- 舞台『息吹の瞬間〜愛のうた〜』（2009年） - キンケロ劇場 - 脚本・演出
- 舞台『君は愛されて・・・』（2010年）関内ホール - 脚本・演出
- 舞台『息吹の瞬間〜愛のうた〜』（2012年）安田美沙子主演 - 脚本・演出[14]
- 舞台『息吹の瞬間〜愛のうた〜』（2014年） - 脚本・演出